# Portunus longispinosus
Portunus longispinosus är en kräftdjursart som först beskrevs av James Dwight Dana 1852.  Portunus longispinosus ingår i släktet Portunus och familjen simkrabbor. Inga underarter finns listade i Catalogue of Life.